# OTIPM
OTIPM (Occupational Therapy Intervention Process Model) är en modell för en arbetsterapiprocess som utgår från ett klientcentrerat, true top-down och aktivitetsbaserat synsätt. 
Att arbeta klientcentrerat innebär att utveckla en god samarbetsrelation, fokusera och respektera klientens egna perspektiv samt upprätthålla fokus på klientens behov och önskningar. Genom att använda true top-down perspektiv skaffar sig arbetsterapeuten en bred bild av vem klienten är, vad klienten har för behov och önskningar samt vilka aktiviteter klienten vill utföra på ett tillfredsställande sätt. Motsatsen till true top-down approach är bottom-up approach. Detta innebär att arbetsterapeuten fokuserar först på klientens personliga faktorer, kroppsfunktioner och/eller miljöfaktorer utan att ta hänsyn till klientens behov och önskningar.

## OTIPM-processens steg 1-3
OTIPM-processen består av olika steg. Det första heter "utveckla terapeutiska relationer och samarbetsrelationer". Under det momentet ska arbetsterapeuten sträva efter att skapa tillitsfull relation med klienten. Nästa steg är att fastställa det utförandesammanhang där klienten är i centrum. Här samlas information om klienten, vem han är, vad han gör, hans behov samt vilka svårigheter klienten har. Det är viktigt att samla så mycket information som möjligt. Informationen skaffas med hjälp av remiss, journal samt intervju med klienten. Under denna punkt ingår utförandesammanhanget som innefattar de tio dimensionerna.
- Miljödimensionen beskrivs utifrån klientens omgivning, föremål och fysiska miljöer där klienten utför sina aktiviteter.
- Rolldimensionen beskriver vilka roller som är viktiga för klienten, om han utför sina uppgifter enligt rollerna på ett logiskt, tidsmässigt och socialt acceptabelt sätt samt om klientens önskade roller motsvarar hans aktuella engagemang i rollerna.
- Motivationsdimensionen handlar om klientens värderingar och förhoppningar, vad som är viktigt för klienten, dennes drivkraft samt om klienten har tillräckligt men motivation för att utföra aktiviteter.
- Uppgiftsdimensionen beskriver vilka uppgifter klienten vill och behöver utföra samt vilka krav ställer det på klientens färdigheter.
- Kulturella dimensionen anser klientens övertygelser, värderingar och vanor som har påverkan på var, vilka och hur aktiviteter utförs samt vilka verktyg och material används vid utförande.
- Sociala dimensionen handlar om klientens relation med människor i sin omgivning och hur de ser ut. Det kan gälla familj, vänner, arbetskamrater eller andra personer som klienten kontrakterar med.
- Institutionella dimensionen beskrivs utifrån resurser och begränsningar som måste uppmärksammas. Här samlas även information om klienten har tillgång till hälso- och sjukvård, vilka samhälls- och socialförsäkringssystem finns tillgängliga och vilka medicinska begränsningar som finns.
- Kroppsfunktionsdimensionen anser klientens fysiska, kognitiva och psykosociala kapaciteter och funktionsnedsättningar. Den informationen finns vanligen i klientens journal. Arbetsterapeuten samlar även informationen med hjälp av den första informella observationen och bedömer klientens möjligheter till återhämtning/ återvinning av underliggande fysiska, kognitiva och psykosociala kapaciteter.
- Tidsdimensionen handlar om klientens vardagliga rutiner och klientens nuvarande fas i livet. Arbetsterapeuten ska även beakta klientens dåtid, nutid och framtid i de övriga dimensionerna om det anses relevant.

• Adaptationsdimensionen beskriver hur klienten kan hantera svårigheter i sin vardag och hur klienten ändrar sitt beteende eller anpassar miljöer för att lösa problem.

## OTIPM-processens steg 4-8
Efter att arbetsterapeuten har samlat all information om klienten är det dags att samla ihop den informationen. Under punkten "identifiera och prioritera självskattade styrkor och svagheter med utförande av meningsfulla uppgifter" skattas klientens utförande med hjälp av bedömningsinstrument som COPM, ADL-taxonomi eller Min Mening för att identifiera de områden som verkar problematiska för klienten och fastställa vad klienten prioriterar. Under "observera klientens utförande av uppgift och genomföra utförandeanalys" väljer klienten och utför en aktivitet i naturligt sammanhang. Därefter sammanfattar arbetsterapeuten sin observation i en global baseline och en specifik baseline, vilket görs under steget "definiera och beskriva handlingar av utförandet som klienten gör effektivt och inte gör effektivt". Detta är interventionens utgångsläge. Arbetsterapeuten ska tänka på om aktiviteten utförs effektivt, säkert, oberoende eller på ett socialt acceptabelt sätt. I steget "klargöra eller uttolka anledning" reflekterar arbetsterapeuten kring genomförda observationer och tänker över klientens bakgrundsinformation. Här brukar sättas upp ett mål på vad klienten vill kunna göra, på vilket sätt och när målet ska uppnås. Därefter väljer arbetsterapeuten en eller flera modeller för åtgärder som verkar mest lämplig för klienten och genomför behandlingsprogram enligt den modell/modeller som valts. Det finns fyra olika modeller:
- Modell för kompensation innebär att lära ut alternativa eller kompensatoriska metoder för aktivitetsutförande, anpassa den fysiska och sociala miljö samt förskriva tekniska hjälpmedel.
- Modell för aktivitetsträning handlar om att återfå eller framställa aktivitetsförmåga för de personer som aldrig haft eller förlorat sin förmåga att utgöra sina dagliga aktiviteter.
- Modell för förbättring av personliga faktorer och kroppsfunktioner innehåller utformning av aktiviteter för att återfå eller utveckla klientens kroppsfunktioner.
- Pedagogisk modell fokuserar på aktivitetsbaserade gruppundervisningar där man får möjlighet att diskutera och reflektera över aktiviteter i sitt dagliga liv.

## OTIPM-processens steg 9
Sista steget, "Utvärdera om utförandet av meningsfulla uppgifter är tillfredsställande och förbättrat", handlar om att utvärdera om planen gett resultat, dokumentera resultatet och om arbetsterapeuten anser att målet inte uppnåtts leder det till en fortsatt behandling. Arbetsterapeuten gör en ny utförandeanalys och sätter upp ett nytt mål. Om interventionen visar en förbättring hon klient avslutas den arbetsterapeutiska relationen.